# Capillaire de Montpellier
Pour les articles homonymes, voir Capillaire.
Adiantum capillus-veneris
Espèce
Statut de conservation UICN

 LC  : Préoccupation mineure
La Capillaire de Montpellier, ou  Capillaire cheveux de Vénus (Adiantum capillus-veneris), est une espèce de fougères de la famille des Pteridaceae.

## Description morphologique

### Appareil végétatif
C'est une fougère pérenne qui possède un rhizome rampant d'où partent de fins pétioles brillants, de couleur brun sombre. Les frondes sont délicates, bipennées. Chaque pinnule oscille au sommet d'un pétiole secondaire ; elle est glabre et en forme d'éventail. Sa bordure est régulièrement crénelée.

### Appareil reproducteur
Certaines pinnules sont fertiles : sur leur face inférieure, près des bordures, apparaissent des sores. La bordure repliée de la  pinnule tient lieu d'indusie. La sporulation a lieu au printemps ou en été. Le mode de dissémination des spores est anémochore.

## Répartition
Europe, Asie, Afrique, Amérique, Océanie.
Cette fougère cosmopolite est thermophile. C'est une plante appartenant à la flore subméditerranéenne (On la trouve par exemple sur le Roc de Chère en Haute-Savoie). Fréquente en région méditerranéenne continentale et en Corse ; se retrouve dans une grande partie de la moitié sud de la France ; rare et uniquement littorale en Bretagne.

## Habitats

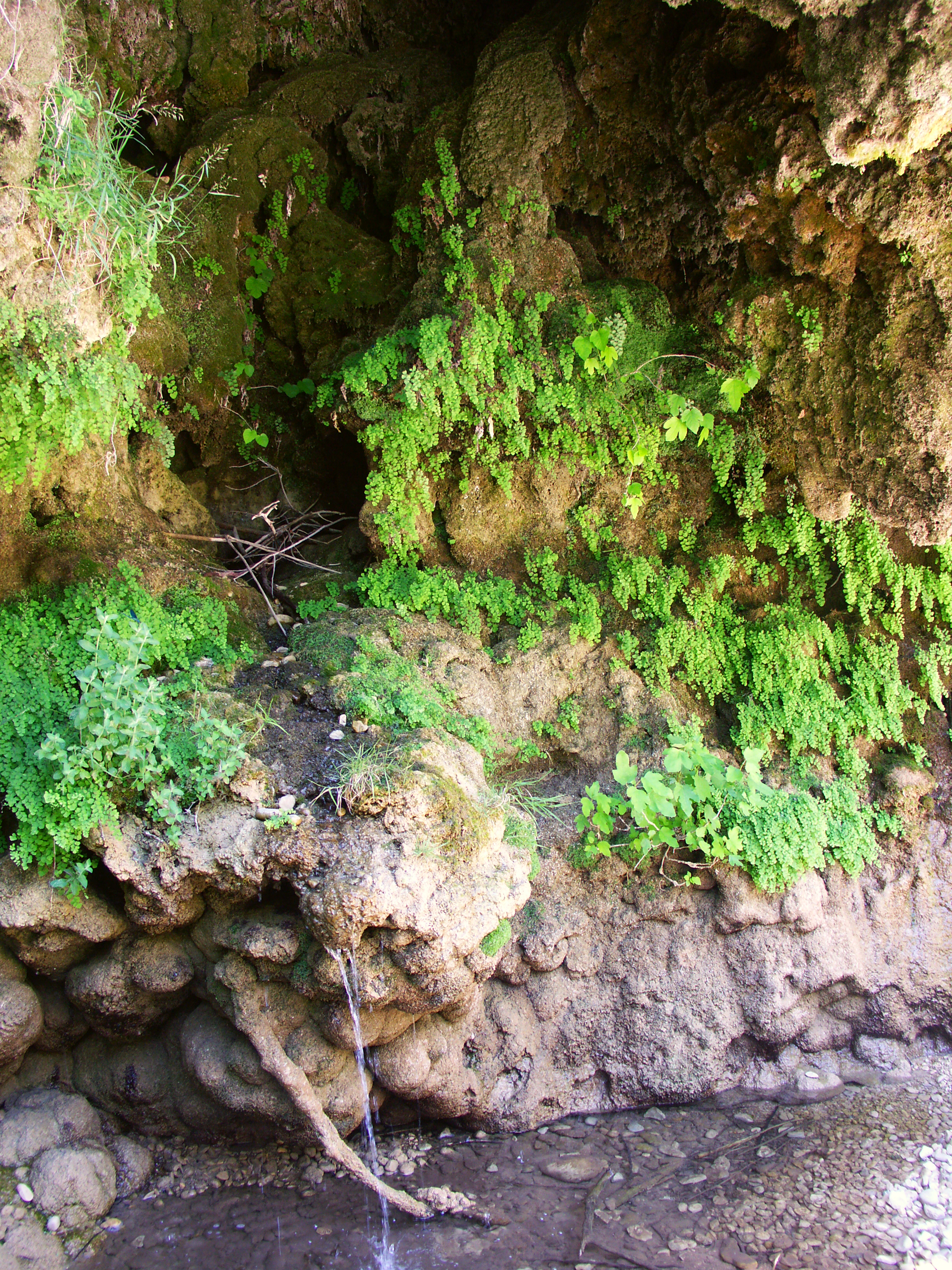
Adianthum capillus-veneris dans son habitat - Stolac / BiH - Alpes dinariques.

La Capillaire de Montpellier pousse le long de parois ombragées et humides.
En Europe, elle est considérée comme caractéristique de l'association végétale Adiantetalia (falaises continentales humides méditerranéennes).
Au Canada, seules deux populations subsistent, à la faveur de la présence de sources d'eau chaude leur apportant chaleur et humidité. Ces deux populations sont déclarées comme étant « en voie de disparition ».

## La Capillaire de Montpellier et l'homme

### Usages alimentaires
Selon l'ethnobotaniste François Couplan, la partie aérienne de cette capillaire, bien qu'amère, a autrefois servi, en Europe, à fabriquer des infusions.

Elle entrait aussi dans la composition du sirop de capillaire, lequel servait aussi à réaliser des boissons dites (« bavaroises »), à base de lait et de sirop de capillaire, additionnées d'infusion de thé, de café ou de chocolat, très en vogue au XVIIIe siècle.

En Bosnie ses frondes étaient mangées cuites, ou crues en salade.
En Amérique du Nord, une espèce proche et locale (Adiantum pedatum)  servait à faire un thé et un sirop.

### Usages médicinaux
Les frondes de cette espèce sont taniques et contiennent du mucilage, ainsi qu’une huile essentielle et des substances amères, expectorant émolient est citée dans la liste des plantes utilisées en phytothérapie pour les problèmes de voies respiratoires.

Le sirop de capillaire était autrefois utilisé pour ses vertus pectorales.

### Plante décorative
Comme plante décorative, elle peut être cultivée, dont sous serre.

## Statuts de protection, menaces
L'espèce n'est pas considérée comme étant menacée. En 2021, elle est classée Espèce de préoccupation mineure (LC) par l'UICN.
Toutefois localement l'espèce peut se raréfier: elle est considérée Quasi menacée (NT), proche du seuil des espèces menacées ou qui pourrait être menacée si des mesures de conservation spécifiques n'étaient pas prises, dans la région Bretagne ; elle est considérée Vulnérable (VU) en Pays de la Loire ; elle est en Danger-critique (CR) en Auvergne ; en Danger (EN) à Mayotte et Franche-Comté.
En France, elle est protégée dans les régions Limousin, Pays de la Loire, Bretagne, Franche-Comté.

## Galerie

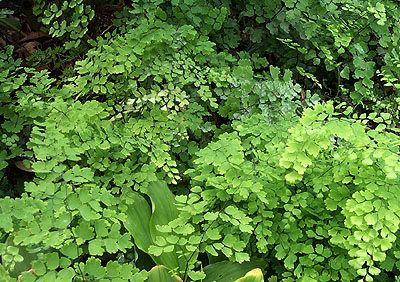
Feuillage d'une Capillaire de Montpellier.

## Divers
Dans le calendrier républicain français, le 28e jour du mois de ventôse est officiellement dénommé jour de la Capillaire (généralement les 18 mars du calendrier grégorien).